# The Air I Breathe – Die Macht des Schicksals
The Air I Breathe – Die Macht des Schicksals (Originaltitel: The Air I Breathe) ist ein US-amerikanisches Liebesdrama des Regisseurs Jieho Lee. Der Film basiert auf einem alten chinesischen Sprichwort, das das Leben in die vier Emotionen Liebe, Kummer, Glück und Vergnügen teilt.
In den Hauptrollen sind Kevin Bacon, Brendan Fraser, Forest Whitaker und Sarah Michelle Gellar zu sehen.

## Inhalt
Der Film ist in vier Episoden eingeteilt. Jede dieser Episoden ist mit einem Gefühl verbunden und wird durch die von Andy García gespielte Figur namens Fingers, der in jedem Teil des Filmes eine tragende Rolle spielt, mit den anderen verknüpft.

### Glück
Forest Whitaker spielt einen Bankangestellten, der eine Leidenschaft für Schmetterlinge hat. Als er zufällig von einer scheinbar sicheren Wette an einem manipulierten Pferderennen hört, entscheidet er sich sein Glück herauszufordern, da das vorhergesagte Siegerpferd den Namen Butterfly (dt. Schmetterling) trägt. Er borgt sich von den Buchmachern 50.000 US-Dollar, verliert jedoch die Wette. Kurz darauf wird er von Fingers in die Mangel genommen, der seinen Namen durch seine Angewohnheit erhielt, säumigen Schuldnern die Finger abzuschneiden. Nun will Fingers die Wettschulden des Bankangestellten eintreiben.
Um seine Wettschulden zu begleichen und seine Finger zu behalten, entscheidet sich der Bankangestellte, eine Bank auszurauben. Er flieht mit dem erbeuteten Bargeld und wird von einem jungen Mädchen in ihrem Auto angefahren. Ein Pizzalieferant auf einem Motorroller fragt, ob alles in Ordnung sei und der Bankangestellte nimmt den Roller an sich und fährt davon. Er schafft es, auf das Dach eines Gebäudes zu gelangen und wird dort von der Polizei umstellt. Er soll die Waffe fallen lassen, doch stattdessen wirft er die Tasche mit dem Geld auf die Straße. Die Polizei eröffnet das Feuer auf ihn.

### Vergnügen
Brendan Fraser spielt einen Mann, der die Gabe besitzt, die Zukunft der Menschen, die ihm begegnen, vorauszusehen. Dadurch wurde er des Vergnügens beraubt, überrascht zu werden. Als Kind musste er miterleben, wie sein jüngerer Bruder in einem Straßenkampf getötet wurde. Obwohl er den Angriff voraussah, konnte er seinen Bruder nicht retten.
Inzwischen arbeitet er für Fingers als Geldeintreiber. Als Fingers Neffe Tony seinen Onkel besucht, erhält er die Aufgabe, auf Tony aufzupassen. Da er in einer Vision Tony einen Zaun hinaufklettern, hängen bleiben und abstürzen sieht, will er ihn nicht bei seiner gefährlichen Arbeit dabei haben und setzt ihn in einem Nachtclub ab. Eines der Mädchen, die sich um Tony kümmern sollten, schwankt jedoch im Drogenrausch ins Nebenzimmer und kommt einem älteren Herren näher. Tony ist aufgebracht, weil sie das Interesse an ihm verloren hat. Das Mädchen greift zur Waffe des älteren Herren und fuchtelt mit dieser wild herum, bis sich schließlich im Handgemenge mit Tony ein Schuss löst, der den Mann trifft und dessen Bodyguards heraneilen lässt. Der Geldeintreiber trifft gerade noch rechtzeitig ein, um Tony aus dem Gebäude bringen zu können.
Ihre Flucht endet in einem Hinterhof vor einem verschlossenen Tor. Überraschenderweise schafft es Tony über den Zaun, der ihnen den Weg versperrt. Stattdessen wird der Geldeintreiber gepackt, zurückgezerrt und zu Boden geschlagen. Nach dem ungleichen Kampf wird er blutverschmiert, aber lachend, ins Krankenhaus eingeliefert. Er ist glücklich, nach langer Zeit erstmals wieder überrascht worden zu sein.

### Kummer
Sarah Michelle Gellar spielt eine Popsängerin mit dem Künstlernamen „Trista“. Als kleines Mädchen musste sie mit ansehen, wie ihr Vater bei einem Autounfall starb. Ihr Manager hat Schulden bei Fingers und begleicht diese heimlich mit Tristas Einnahmen. Als ihr Vermögen aufgebraucht ist, gibt der Manager Trista „in Zahlung“, doch Trista schafft es, Fingers zu entkommen und flieht. Als sie sich verzweifelt vor ein Auto werfen will, wird sie von Frasers Figur gerettet und in seine Wohnung mitgenommen. Er versichert ihr, dass Fingers dort nicht nach ihr suchen wird. Die beiden kommen sich in den nächsten Tagen näher und schlafen miteinander. Fingers findet jedoch heraus, wo Trista sich aufhält und tötet Frasers Figur. Trista wird gezwungen, wieder auf die Bühne zu gehen, um Geld für Fingers einzuspielen.

### Liebe
Kevin Bacon spielt einen Arzt, der in seine langjährige Freundin Gina verliebt ist. Er traut sich jedoch nicht, es ihr zu sagen. Durch einen Schlangenbiss gerät Gina in tödliche Gefahr. Sie hat eine sehr seltene Blutgruppe, für die im Krankenhaus keine Blutkonserven vorhanden sind. Als der Arzt ein Interview der Popsängerin Trista im Fernsehen sieht, erfährt er, dass sie ebendiese Blutgruppe hat. Er fährt zur Konzerthalle, wo Trista auftreten soll. Ihre neue Managerin will ihr gerade zur Flucht verhelfen. Diese Flucht wird jedoch durch den Arzt vereitelt, der auf sie losstürmt. Trista stürzt und muss ins Krankenhaus gebracht werden.
Es stellt sich heraus, dass Trista schwanger ist. Fingers sieht seine Einnahmen gefährdet und stellt ihr in Aussicht, dass sie nach ihrer Genesung eine Abtreibung vornehmen müsse. Trista verlässt kurz darauf alleine das Zimmer und begibt sich auf das Dach des Krankenhauses, um Selbstmord zu begehen. Der eintreffende Arzt sieht sie vom Parkplatz aus und es gelingt ihm, sie rechtzeitig zu erreichen, um sie zu retten. Trista spendet daraufhin das Blut, das Gina benötigt, und verlässt bald darauf das Krankenhaus mit dem Wagen des Arztes, der ihr alles Gute wünscht.

### Ende
Trista fährt im Wagen des Arztes eine Straße entlang, als ihr plötzlich der Bankangestellte vor das Auto springt und auf die Straße stürzt. Es ist noch einmal zu sehen, wie der Bankangestellte den Roller an sich nimmt und davonfährt. Schließlich wirft er die Tasche vom Dach des Gebäudes, welche auf das Dach von Tristas Wagen fällt.
Der Film endet damit, dass Trista mit der Tasche am Flughafen entlang läuft, um das Land zu verlassen.

## Hintergrund
The Air I Breathe wurde in Mexiko-Stadt gedreht. Die Dreharbeiten begannen am 16. Januar 2006 und endeten am 18. April 2006. Das Budget des Films wurde auf 10 Millionen US-Dollar geschätzt. Der Film erschien am 8. Februar 2008 auf dem European Film Market. Es folgten weitere Vorführungen bei diversen Filmfestivals, darunter bei den Internationalen Filmfestspielen von Cannes am 17. Mai 2007. Am 25. Januar 2008 wurde der Film erstmals in den US-amerikanischen Kinos gezeigt. In Deutschland erschien die DVD am 27. März 2009. Am Eröffnungswochenende wurden in den USA knapp 20.000 US-Dollar eingespielt, in den ersten zwei Wochen wurden rund 25.000 US-Dollar eingenommen. Außerhalb der USA wurden weltweit Einnahmen in Höhe von knapp 860.000 US-Dollar erzielt.
Sarah Michelle Gellar spielte zwar eine Pop-Sängerin, sang jedoch keinen Musiktitel selber, sondern ließ diese von Kim Wayman einsingen. Jieho Lee und Bob DeRosa benötigten sechs Jahre, um den Film fertigzustellen.

## Kritik
Das Lexikon des internationalen Films befindet: „Mehr atmosphärisch dicht als stringent erzählt, beeindruckt das Noir-Melodram durch hervorragende Darsteller und suggestive Bilder für die existenzielle Bedrückung und die strebende Sehnsucht ihrer Protagonisten.“
Jens Hamp  von Filmstarts urteilte: „Aufgrund der lebhaften Videoclip-Inszenierung und den erwartungsgemäß überzeugenden Darstellern unterhält »The Air I Breathe« zumindest oberflächlich – je tiefer der Blick jedoch geht, desto schneller stürzt das wackelige Kartenhaus in sich zusammen. Wie in einem Vakuum nimmt Jieho Lee seinen Figuren jede Luft zum Atmen, so dass sie wie seelenlose Geister durch die konstruierte Handlung röcheln.“
Die Redaktion von Computer Bild schrieb, der Film scheiterte zwar in den US-amerikanischen Kinos und wurde in den deutschen Kinos gar nicht erst gezeigt, „trotzdem ist er besser als die Vorzeichen vermuten lassen. Die mitunter etwas zu konstruiert wirkende Geschichte hat vier Handlungsstränge“, von denen „kaum einer dieser Handlungsstränge wirklich spannend genug ist, um einzeln zu funktionieren. In der Gesamtheit entwickeln sie aber doch ihren Reiz.“ Computerbild resümiert: „Doch aller Kritik zum Trotz funktioniert der Film, der interessant bleibt, bis auch der letzte Handlungsknoten gelöst ist.“ Lobende Worte wurden insbesondere für Andy García gefunden, „der als Mafiaboss Fingers eine perfekte Comeback-Vorstellung gibt“.